# Liacarus nigerrimus
Liacarus nigerrimus är en kvalsterart som beskrevs av Berlese 1916. Liacarus nigerrimus ingår i släktet Liacarus och familjen Liacaridae. Inga underarter finns listade i Catalogue of Life.